# Canarium asperum
Canarium asperum là một loài thực vật có hoa trong họ Burseraceae. Loài này được Benth. mô tả khoa học đầu tiên năm 1843.